# Selección femenina de waterpolo de Venezuela
La Selección femenina de waterpolo de Venezuela es el equipo nacional que representa a Venezuela en las competiciones internacionales de polo acuático para mujeres.
En el 2018 fue subcampeón en el Sudamericano que se realizó en Trujillo luego de caer 3-16 frente a la selección brasileña.

## Juegos Panamericanos
- 2019: 7°